# Édifice Jean Canfield
Pour les articles homonymes, voir Canfield.
L'Édifice Jean Canfield est un édifice du Gouvernement du Canada situé à Charlottetown, Île-du-Prince-Édouard.  Il est nommé pour Jean Canfield, La première femme élue à l'Assemblée législative de l'Île-du-Prince-Édouard.
L'Édifice Jean Canfield est un des bâtiments le plus respectueux de l'environnement jamais construit par Travaux publics et Services gouvernementaux Canada.
La structure est un modeste 17 500 m2 d'une hauteur de cinq étages, est conçue pour environ 500 fonctionnaires. Le projet est sous la supervision de Travaux publics et Services gouvernementaux Canada et s'efforce d'avoir l'Or pour le certificat de LEED, prenant en considération qu'il était conçu comme une démonstration nationale pour de l'énergie continue et verte. L'édifice a un panneau solaire de 108 kW sur le toit, qui en 2007 était le plus gros grillage solaire au Canada.